# Kenneth MacKenna
Pour les articles homonymes, voir McKenna.
Leo Mielziner Jr., né le 19 août 1899 à Canterbury (New Hampshire) et mort le 15 janvier 1962 à Los Angeles (quartier d'Hollywood, en Californie), est un acteur, metteur en scène et réalisateur américain, connu sous le nom de scène de Kenneth MacKenna.

## Biographie
Très actif au théâtre, Kenneth MacKenna joue notamment à Broadway (New York) dans vingt-six pièces entre 1920 et 1937, dont Les Noces d'argent de Paul Géraldy (1922, avec Lucile Watson), Mademoiselle ma mère de Louis Verneuil (1925, avec Alice Brady et John Cromwell), ou encore Othello et Macbeth de William Shakespeare (1935, toutes deux avec Philip Merivale dans les rôles-titres et Gladys Cooper).
Durant cette même période, il met en scène deux pièces représentées respectivement en 1936 et 1937 ; il ne revient ensuite à Broadway qu'en 1959 dans une dernière pièce, The Highest Tree de Dore Schary (avec Diana Douglas et Robert Redford).
Au cinéma, il débute dans trois films muets de Frank Tuttle, les deux premiers sortis en 1925 ; le troisième est Vénus moderne (1926, avec Esther Ralston et Louise Brooks). Suivent seize autres films américains jusqu'en 1933, dont Hommes sans femmes de John Ford (1930, avec Frank Albertson et J. Farrell MacDonald) et Hors du gouffre de Raoul Walsh (1931, avec Janet Gaynor et Charles Farrell).
Après 1933, il réapparaît sur le tard au grand écran dans trois ultimes films américains, Une seconde jeunesse de Blake Edwards (1960, avec Bing Crosby et Fabian), Jugement à Nuremberg de Stanley Kramer (1961, avec Spencer Tracy et Burt Lancaster), et enfin Lutte sans merci de Philip Leacock (1962, avec Alan Ladd et Rod Steiger).
En outre, il réalise six films produits par la Fox et sortis de 1931 à 1934, dont Careless Lady (en) (1932, avec Joan Bennett et John Boles).
À la télévision américaine, il se produit dans cinq séries (1960-1961), dont Bonanza (un épisode, 1960) et Alfred Hitchcock présente (un épisode, 1961).
Kenneth MacKenna est le frère du décorateur de théâtre Jo Mielziner (1901-1976) qu'il retrouve sur plusieurs productions à Broadway (ex. : Merrily We Roll Along de Moss Hart et George S. Kaufman en 1934-1935, avec Walter Abel et Mary Philips).
En 1931, il se marie en premières noces avec Kay Francis, dont il divorce en 1933 ; puis en 1938, il épouse en secondes noces Mary Philips, restée sa veuve à sa mort prématurée en 1962 (à 62 ans), des suites d'un cancer.

## Théâtre à Broadway (intégrale)
(acteur, sauf mention contraire)
- 1920 : Opportunity d'Owen Davis : Jimmie Dow

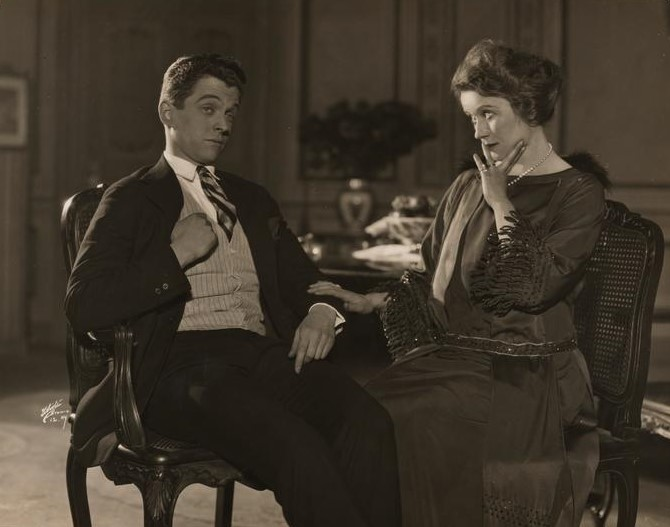
Avec Lucile Watson, dans Les Noces d'argent (1922, Broadway)

- 1920 : Immodest Violt de David Carb : Arthur Bodkin
- 1922 : Les Noces d'argent (The Nest) de Paul Géraldy, adaptation de Grace George : Max Hamelin
- 1922 : The Endless Chain de (et mise en scène par) James Forbes : Kenneth Reeves
- 1922-1923 : De la vie des insectes (The World We Live In) de Josef et Karel Čapek, adaptation d'Owen Davis : le commandant Felix du Yellow Ants
- 1923 : The Mad Honeymoon de Barry Conners : Wally Spencer
- 1923 : The Crooked Square de Samuel Shipman et Alfred C. Kennedy : Robert Colby
- 1923 : Windows de John Galsworthy : Johnny March
- 1923 : Dumb-bell de J. C. et Elliott Nugent : Ted Stone
- 1924 : We Moderns d'Israel Zangwill : Richard
- 1924 : Catskill Dutch de Roscoe W. Brink : Peetcha
- 1924 : Nerves de John C. Farrar et Stephen Vincent Benét : Jack Coates
- 1924 : The Far Cry d'Arthur Richman : Dick Clayton
- 1925 : The Sapphire Ring de Laszlo Lakatos, adaptation d'Isabel Leighton : Dr Erno Nemeth
- 1925 : Mademoiselle ma mère (Oh Mama) de Louis Verneuil, adaptation de Wilton Lackaye et Harry Wagstaff Gribble : Georges Lagarde
- 1926 : The Masque of Venice de George Dunning Gribble : Jack Cazeneuve
- 1926 : What Every Woman Knows de J. M. Barrie, mise en scène de Lumsden Hare : John Shand
- 1928 : The Big Pond de George Middleton et A. E. Thomas, mise en scène d'Edward H. Knopf : Pierre de Mirande
- 1928-1929 : A Play Without a Name de (et mise en scène par) Austin Strong : John Russell
- 1934 : By Your Leave de Gladys Hurlbut et Emma Wells, décors de Jo Mielziner : David Mackenzie
- 1934 : Wife Insurance de Frederick Jackson : Gregory Langdon
- 1934-1935 : Merrily We Roll Along de Moss Hart et George S. Kaufman, mise en scène de ce dernier, décors de Jo Mielziner : Richard Niles
- 1935 : Othello de William Shakespeare : Iago
- 1935 : Macbeth de William Shakespeare : Macduff
- 1936 : Co-respondent Unknown de Mildred Harris et Harold Goldman, décors de Jo Mielziner (metteur en scène et coproducteur)
- 1936-1937 : Aged 26 d'Anne Crawford Flexner : Charles Armitage Brown
- 1937 : Be So Kindly de Sara Sandberg (metteur en scène)
- 1937 : Penny Wise de Jean Ferguson Black : Gordon
- 1959 : The Highest Tree de (mise en scène et produite par) Dore Schary : Aaron Cornish

## Filmographie

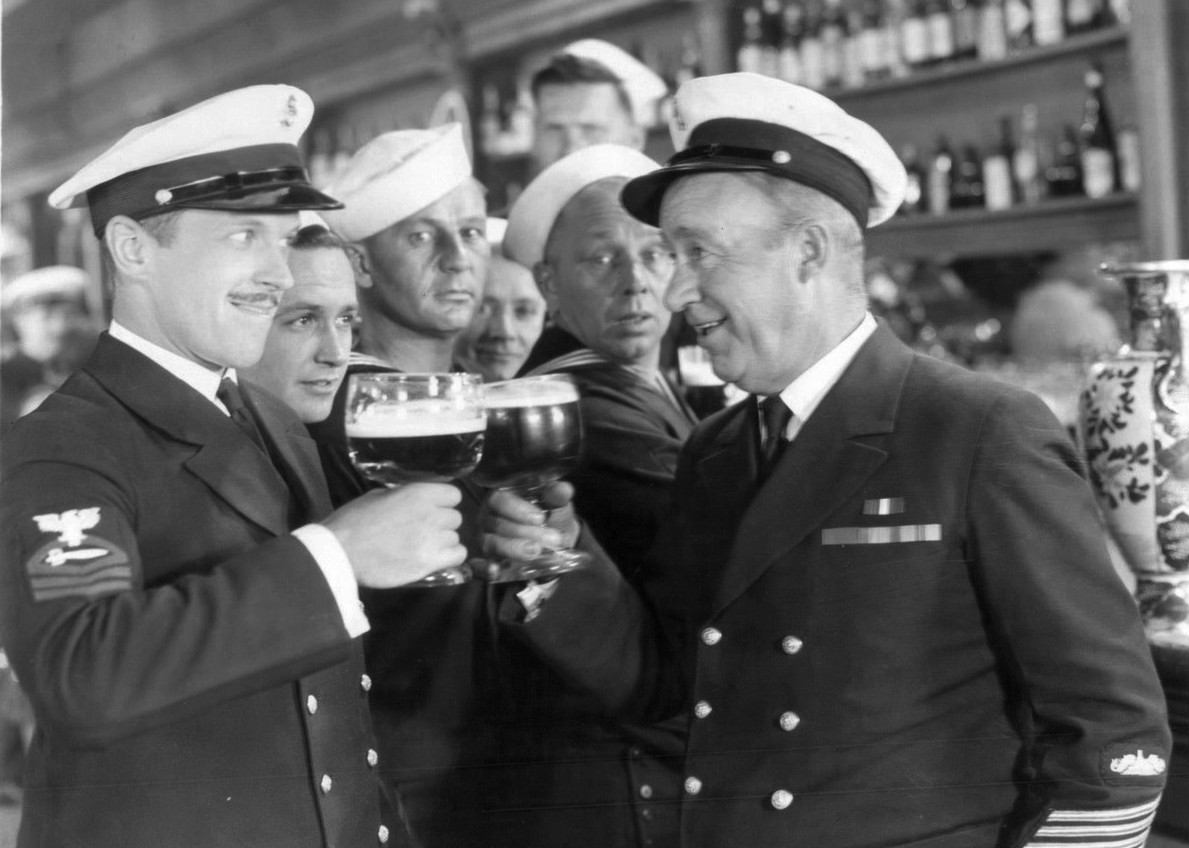
Avec J. Farrell MacDonald (à d.), dans Hommes sans femmes (1930)

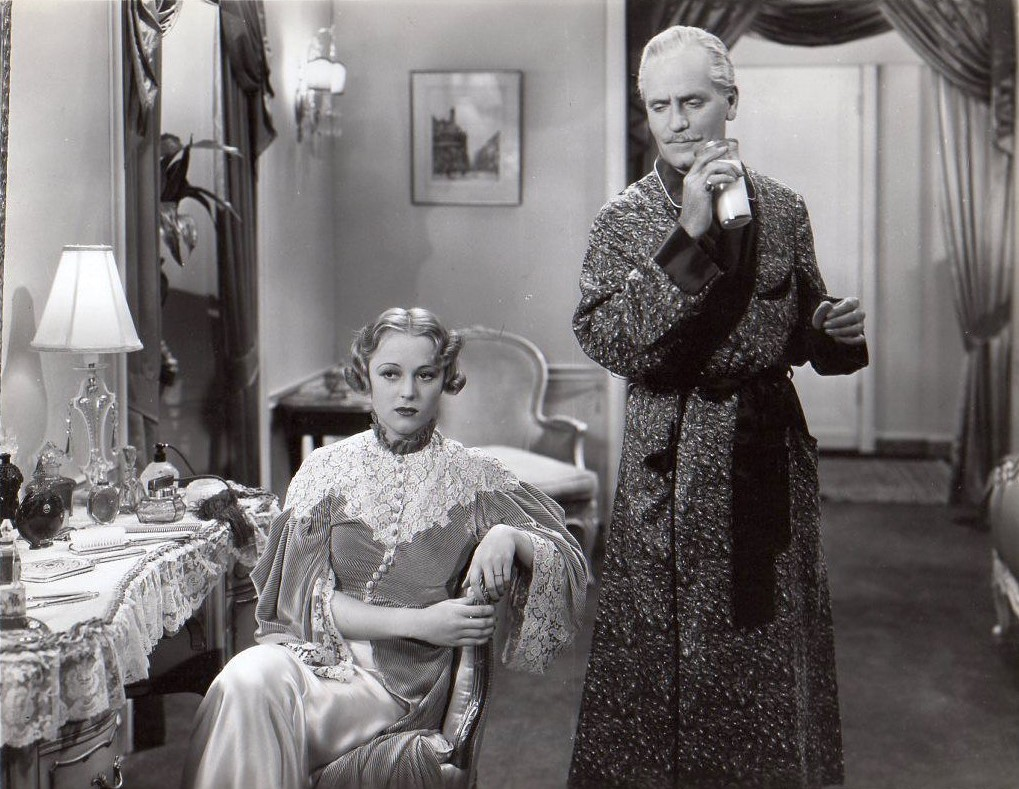
Sally Eilers et Ralph Morgan, dans ' (1933, réalisateur)

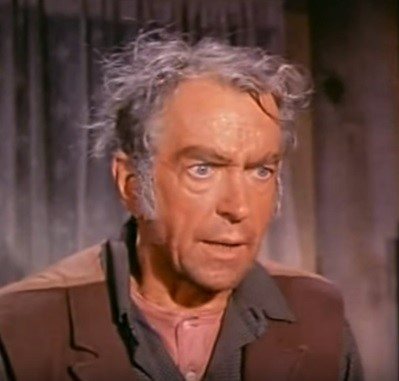
Dans la série Bonanza,
épisode Le Mur du silence (1960)

### Cinéma

#### Acteur (sélection)
- 1925 : Un baiser dans la nuit (A Kiss in the Dark) de Frank Tuttle : Johnny King
- 1925 : Miss Barbe-Bleue (Miss Bluebeard) de Frank Tuttle : Bob Hawley
- 1926 : Vénus moderne (The American Venus) de Frank Tuttle : Horace Niles
- 1927 : The Lunatic at Large de Fred C. Newmeyer : William et Henry Carroll
- 1929 : South Sea Rose d'Allan Dwan : Dr Tom Winston
- 1930 : Hommes sans femmes (Men Without Women) de John Ford : le chef-torpilleur Burke
- 1930 : Sin Takes a Holiday de Paul L. Stein : Gaylord Stanton
- 1930 : The Virtuous Sin de George Cukor et Louis J. Gasnier : le lieutenant Victor Sablin
- 1931 : Hors du gouffre (The Man Who Came Back) de Raoul Walsh : le capitaine Trevelyan
- 1932 : Those We Love (en) de Robert Florey : Freddie Williston
- 1933 : Chasseurs de sensations (Sensation Hunters) de Charles Vidor : Jimmy Crosby
- 1960 : Une seconde jeunesse (High Time) de Blake Edwards : le président Byrne de Pinehurst
- 1961 : Jugement à Nuremberg (Judgment at Nuremberg) de Stanley Kramer : le juge Kenneth Norris
- 1962 : Lutte sans merci (13 West Street) de Philip Leacock : Paul Logan

#### Réalisateur (intégrale)
- 1931 : Always Goodbye (coréalisé par William Cameron Menzies)
- 1931 : The Spider (coréalisé par William Cameron Menzies ; + acteur : un caissier)
- 1931 : Good Sport (+ acteur : un loueur)
- 1932 : Careless Lady
- 1933 : Walls of Gold (en)
- 1934 : Sleepers East

### Télévision (sélection)
(séries, comme acteur)
- 1960 : Bonanza, saison 2, épisode 13 Le Mur du silence (Silent Thunder) de Robert Altman : Sam Croft
- 1960 : Hong Kong, saison unique, épisode 13 When Strangers Meet de Boris Sagal : Edward Manton
- 1961 : Alfred Hitchcock présente, saison 6, épisode 22 The Horse Player d'Alfred Hitchcock : l'évêque Cannon
- 1961 : Le Jeune Docteur Kildare (Dr Kildare), saison 1, épisode 13 Season to Be Jolly d'Elliot Silverstein : l'évêque Fanning